# Bolivarianische Allianz für Amerika
Die Bolivarianische Allianz für die Völker unseres Amerika – Handelsvertrag der Völker (spanisch Alianza Bolivariana para los Pueblos de Nuestra América – Tratado de Comercio de los Pueblos, ALBA-TCP) ist ein wirtschaftliches und politisches Bündnis von derzeit zehn Staaten Lateinamerikas und der Karibik. Das Bündnis sollte ursprünglich eine Alternative zur von den USA geplanten gesamtamerikanischen Freihandelszone ALCA darstellen. Die Aktivitäten der Allianz beschränkten sich nach 2017 auf Hilfsprogramme medizinischer Art und Alphabetisierungsprogramme.

## Mitgliedstaaten
Mitglieder sind:
- Antigua und Barbuda
- Bolivien (2019 ausgetreten und 2020 wieder beigetreten)[1]
- Dominica
- Grenada
- Kuba
- Nicaragua
- St. Kitts und Nevis
- St. Lucia
- St. Vincent und die Grenadinen
- Venezuela

Mitglieder der ALBA waren:
- Honduras (2008–2010)[2]
- Ecuador (2009–2018)[3]

Beobachter der ALBA sind:
- Haiti
- Iran[4]

## Prinzipien
Ziel der ALBA ist es, in Lateinamerika und der Karibik durch wirtschaftliche Kooperation unabhängiger von den USA und Europa zu werden.
Zu diesem Zweck werden zwischen den Staaten spezielle Kooperationsabkommen, z. B. im Energiesektor, abgeschlossen. Die Handelspartner Venezuelas können Lieferungen von Erdöl als Tauschhandel mit Waren oder Dienstleistungen bezahlen. Eine eigenständige Freihandelszone ist im Rahmen der ALBA nicht vorgesehen.

## Geschichte
Die Idee einer Alternative zu der von den USA geplanten gesamtamerikanischen Freihandelszone ALCA, die von den USA dominiert worden wäre, stellte Hugo Chávez erstmals im Dezember 2001 auf dem III. Gipfeltreffen karibischer Staats- und Regierungschefs auf der Isla Margarita in Venezuela vor.
Das erste Abkommen im Rahmen der ALBA (Alternativa Bolivariana para los pueblos de Nuestra América) wurde zwischen Venezuela und Kuba am 14. Dezember 2004 abgeschlossen und beinhaltete u. a. die Lieferung von Erdöl an Kuba, das durch die Entsendung von kubanischen Ärzten nach Venezuela bezahlt wurde, sowie die Erstellung des Seekabels ALBA-1. Am 29. April 2006 trat Bolivien dem Abkommen mit Unterzeichnung des Handelsvertrags der Völker bei. Die zwischen Venezuela, Kuba und Bolivien abgeschlossenen Verträge beinhalten u. a. Hilfe bei der Errichtung einer nationalen bolivianischen Fluggesellschaft und Unterstützung für bolivianische Programme zur Alphabetisierung und Gesundheitsversorgung. Venezuela und Kuba verpflichteten sich auch, bolivianische Sojabohnen zu kaufen, um dadurch die negativen Folgen der Freihandelsabkommen für Bolivien abzumildern, die Peru und Kolumbien mit den USA geschlossen hatten.
Es folgten: Nicaragua (März 2007), Dominica (Januar 2008), Honduras (August 2008) und im Juni 2009 Ecuador, Antigua und Barbuda und St. Vincent und die Grenadinen.
Im Juni 2009 wurde der neue Name Alianza Bolivariana para los pueblos de Nuestra América für das Bündnis angenommen. Das Kürzel Alba ist zudem die spanische Bezeichnung für Morgenröte.

### 2007
Im Februar 2007 unterzeichneten die Premierminister von Antigua und Barbuda, Dominica und St. Vincent und die Grenadinen eine politische Erklärung zur Unterstützung der ALBA.
Am 27. März 2007 ratifizierte das nicaraguanische Parlament den Beitritt Nicaraguas zur ALBA.
Das 5. Gipfeltreffen der ALBA fand am 28. und 29. April 2007 im venezolanischen Barquisimeto statt. Teilnehmer waren u. a. Hugo Chávez (Venezuela), Carlos Lage (Kuba) als Stellvertreter für Fidel Castro, Evo Morales (Bolivien) und Daniel Ortega (Nicaragua). Darüber hinaus waren auch die Staatschefs der karibischen Staaten Haiti, Dominica, St. Kitts und Nevis und St. Vincent und die Grenadinen anwesend. Uruguay und Ecuador entsandten ebenfalls Delegationen.
Auf diesem Gipfel wurden Kooperationsabkommen geschlossen, insbesondere im Energiesektor. Venezuela zeigte sich bereit, die übrigen Länder des Bündnisses mit Erdöl zu beliefern und zwar mit Preisabschlägen von bis zu 50 Prozent im Vergleich zum Weltmarktpreis. Zudem sollen in Nicaragua, Ecuador, Bolivien, Kuba und Dominica neue Raffinerien gebaut bzw. bestehende erweitert werden.
In den politischen Deklarationen unterstützen die Staats- und Regierungschefs das Recht Venezuelas, über die Nutzung des elektromagnetischen Spektrums souverän zu entscheiden und insofern die Lizenz des Senders RCTV nicht zu erneuern.
Zudem vereinbarten die Mitgliedsländer der ALBA, auf Anregung von Bolivien aus dem Internationalen Zentrum für die Beilegung von Investitionsstreitigkeiten, einer Organisation der Weltbank, auszutreten.
Erstmals wurden im Jahr 2007 für die ALBA feste Strukturen geschaffen: Ein Präsidialrat, ein Rat der Außenminister, zahlreiche Arbeitsgruppen, eine ständige Kommission und eine Versammlung der sozialen Bewegungen.
Bei einem Besuch von Chávez im Juli 2007 in Teheran wurde bekanntgegeben, dass der Iran zukünftig als Beobachter an der ALBA teilnehmen wird.

### 2008
Auf dem 6. Gipfeltreffen der ALBA, das vom 24. bis 26. Januar 2008 in Caracas stattfand, trat der Inselstaat Dominica der Gemeinschaft bei. Dabei wurden auch erste Projekte auf der kleinen Insel genehmigt. Bei diesem Treffen wurde auch eine eigene Entwicklungsbank, die Banco del ALBA, gegründet, um die Entwicklung der Mitgliedsländer voranzutreiben. Sie soll der Finanzierung der im Rahmen der ALBA entstehenden transnationalen Unternehmen dienen, zur Synchronisation der Ersparnisse der ALBA-Länder beitragen, die Herausbildung eines inneren Marktes des Staatenbündnisses befördern und ein höheres Investitionsvolumen ermöglichen. Die Bank wird auf zwei Ebenen verwaltet: von einem Ministerrat, in dem die Mitgliedsstaaten vertreten sind, und von einem Exekutivkomitee, dessen Präsidentschaft turnusmäßig wechselt. Gemäß Vereinbarung sollen rund 53 Millionen Menschen Nutznießer sozialer und produktiver Projekte werden, die durch die Bank finanziert werden. Das Statut der Bank wurde Ende März 2008 in Caracas beschlossen. Bei dieser Gelegenheit wurde auch beschlossen, dass in einer ersten Phase 10 soziale Projekte und 5 Unternehmen finanziert werden sollen. Das Startkapital beträgt 2 Milliarden US-Dollar. Die Bank hat ihren Hauptsitz in Caracas und eine Zweigstelle in Havanna.
Am 25. August 2008 trat Honduras der ALBA bei. Der Beitritt wurde am 9. Oktober 2008 vom honduranischen Parlament ratifiziert. Nutznießer des Beitritts waren die honduranischen Kleinbauern, für die Venezuela Kredite in Höhe von 30 Millionen Dollar gewährte und 100 Traktoren lieferte. Außerdem unterstützte Venezuela die honduranischen Programme im Bildungs- und Gesundheitswesen sowie im Wohnungsbau.
Vor dem Hintergrund der Finanzkrise ab 2007 beschlossen die Mitgliedstaaten des Bündnisses am 26. November 2008 auf ihrem dritten Gipfeltreffen, eine eigene Währungszone mit einer gemeinsamen Währung, dem SUCRE, zu etablieren, um eine größere Unabhängigkeit von den internationalen Finanzmärkten zu erreichen und sich vor Krisen und ihren Folgen zu schützen. In diesem Rahmen sollte auch ein gemeinsamer Fonds für die Stabilisierung der Geldreserven und eine langfristig kontinuierliche Investitionspolitik eingerichtet werden.

### 2009
Unmittelbar vor dem Amerika-Gipfel im April 2009 in dem Karibikstaat Trinidad und Tobago kamen die Mitgliedstaaten der ALBA in Cumaná zu einem Sondergipfel zusammen. Dabei wurden die gemeinsamen Positionen beraten, darunter vor allem die Einladung Kubas zu künftigen Gipfeltreffen und die Wiederaufnahme dieses Landes in die Organisation Amerikanischer Staaten. Auch wurde die Gründung der Regionalwährung SUCRE offiziell beschlossen. Ecuador und Paraguay nahmen als Beobachter teil.
Auf dem VI. Gipfeltreffen im Juni 2009 in Maracay wurden die Staaten Ecuador, Antigua und Barbuda und St. Vincent und die Grenadinen als neue Mitglieder aufgenommen. Es wurde beschlossen, das Wort Alternativa im Namen der Organisation durch das Wort Alianza zu ersetzen.
Am 15. Dezember 2009 erklärte Präsident Roberto Micheletti nach dem Staatsstreich den Austritt Honduras aus der ALBA. Am nächsten Tag überreichte er das entsprechende Dekret dem Kongress des Landes zur Bestätigung. Das Parlament ratifizierte den Austritt am 12. Januar 2010.

### 2010
Seit dem 27. Januar 2010 existiert die Regionalwährung SUCRE als zwischenstaatliche Währungseinheit, um die wirtschaftliche Integrität zu vereinfachen. Erste Finanztransaktionen mit dieser Währung wurden erstmals am 3. Februar 2010 vollendet. Venezuela hatte 108.000 SUCRE von Kuba für Export von Reis erhalten. Als Wechselkurs wurde 1,25 US-Dollar je SUCRE festgelegt.

### 2012
Beim elften ordentlichen Gipfeltreffens der ALBA am 5. Februar 2012 verabschiedeten die Staats- und Regierungschefs der Mitgliedsstaaten einstimmig eine Resolution, durch die Santa Lucia und Surinam den Prozess zur Erlangung der Vollmitgliedschaft in der Petrocaribe beginnen, um anschließend auch Vollmitglieder der ALBA zu werden. Ebenso wie Haiti gelten sie ab sofort als „Ehrengastmitglieder“.

### Krise seit 2014
Nach dem Tod von Hugo Chávez Anfang 2013 und mit dem Einbruch der Ölpreise seit 2014 und der daraus folgenden Wirtschaftskrise des für die ALBA zentralen Staats Venezuela schwand die Bedeutung des Bündnisses zunehmend. Wichtige Projekte werden, wenn überhaupt nur noch sehr zögerlich vorangetrieben und die Website der Organisation wird nur sporadisch aktualisiert. Die Verwendung der Verrechnungswährung SUCRE tendiert seit 2013 abwärts. Statt eigene ordentliche Gipfel zu organisieren, nehmen Vertreter seit 2012 höchstens auf Veranstaltungen von CELAC und anderen regionalen Organisationen teil.
Im August 2018 verließ Ecuador die Organisation. Im November 2019 trat Bolivien aus, ist aber inzwischen wieder Mitglied.